# Сукутард (Клуж)
Сукутард (рум. Sucutard) насеље је у Румунији у округу Клуж у општини Ђака. Oпштина се налази на надморској висини од 285 m.

## Становништво
Према подацима из 2002. године у насељу је живело 395 становника, од којих су сви румунске националности.